# Карадаг/Казі-Магомед — Тбілісі
Карадаг/Казі-Магомед — Тбілісі — газотранспортний коридор, споруджений в радянські часи для подачі блакитного палива з Азербайджану до Грузії та Вірменії.
В кінці 1950-х років у Азербайджані почалась розробка першого газоконденсатного родовища Карадаг, для транспортування продукції якого до інших республік СРСР у 1959 році стартувало будівництво системи Карадаг — Тбілісі. Виконана у двонитковому виконанні з діаметром труб 800 та 700 мм, вона мала кілька сотень переходів через перепони, включаючи найбільший на той час у світі балковий перехід через Куру довжиною 1164 метри. Подача газу до східної Грузії дозволила перевести на це паливо Тбіліську теплоелектростанцію та спорудити трубопровід Тбілісі — Кутаїсі для газифікації західної частини республіки. Крім того, незадовго до перетину кордону між Азербайджаном і Грузією від системи відходив газопровід у напрямку Єревану, а після перетину — до Гюмрі (Вірменія).
У 1970-х роках в цьому газотранспортному коридорі від Казі-Магомед (зараз Аджикабул) до Казаху (неподалік грузинського кордону) проклали нову нитку діаметром 1000 мм. Нею постачався іранський газ, що надходив до Казі-Магомеду з Астари. Від Казаху лінія завертала до Єревану, втім, вже у 1980-му почали прокладання ділянки Казах — Сагурамо (дещо північніше Тбілісі). Постачання іранського газу припинилось після 1979 року, проте за три роки з'явилась можливість подачі в газотранспортний коридор ресурсу через трубопровід Моздок — Казі-Магомед. 
У 2006 році на тлі погіршення взаємовідносин з Росією, яка на той час забезпечувала Грузію газом через трубопровідний коридор Північна Осетія — Вірменія, здійснили заходи по відновленню роботи азербайджанського напрямку. Для цього зокрема проклали перемичку між нещодавно збудованим (а отже таким, що знаходиться в гарному стані) Південно-Кавказьким газогоном та трубопроводами Казах — Сагурамо і Карадаг — Тбілісі. Крім того, в 2007—2012 провели реабілітацію газопроводу діаметром 700 мм, яка полягала в спорудженні нової ділянки довжиною 80 км від Гардабані до Сагурамо.
Втім, і після цього траплялись короткочасні перебої в роботі, оскільки грузинська ділянка газотранспортного коридору проходить по гірській місцевості та часто страждає в результаті зсувів.